# Philaretos der Jüngere

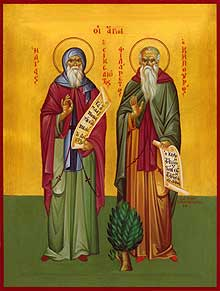
Die Heiligen Elia und Filarete

Philaretos der Jüngere (* um 1020 in Palermo; † 8. April 1070 in Seminara) war ein Basilianer des 11. Jahrhunderts. Er wird sowohl in den orthodoxen Kirchen als auch in der römisch-katholischen Kirche als Heiliger verehrt.

## Leben
Philaretos, getauft auf den Namen Philipp, entstammte einer Bauernfamilie griechischer Herkunft. Als er 18 Jahre alt war, flüchtete die Familie vor den Sarazenen von Sizilien nach Kalabrien. Im Alter von 25 Jahren wurde er Mönch im Kloster Sant’Elia di Enna in Seminara bei Palmi, gegründet 884 durch Elias den Jüngeren († 17. August 903 in Thessaloniki). Ihm oblag dort die Versorgung der Rinder und Pferde, später war er für den Gemüseanbau zuständig.
Als um 1057 Normannen in das Gebiet einfielen, mussten die Mönche fliehen. Einige Quellen berichten davon, dass das Kloster nach der Synode von Melfi (1059) und der Belehnung Robert Guiskards durch Papst Nikolaus II. in den Besitz der lateinischen Benediktiner überging. Diese Quellen führen weiter aus, dass die zurückgekehrten griechischen Mönche den Benediktinern nun dienen mussten. Philaretos hauste demzufolge in einer kleinen Hütte im Klostergarten, den er auch pflegte. Dort starb er um 1070 nach kurzer Krankheit.

## Nachwirkung
Etwa zwei Jahre nach seinem Tod soll einer blinden Frau der Heilige Elia erschienen sein, der ihr Heilung am Grab von Philaretos versprach, woraufhin diese durch den Staub des Grabes das Augenlicht wiedererlangt habe. Das Kloster wurde fortan neben dem Gründer Elia auch nach Philaretos (ital. Filarete) benannt. Als wichtigste historische Quelle für das Leben Philaretos' gilt eine Handschrift aus dem Jahr 1308 (Vita a. Nilo. Mess. Gr 29, ff. 3\14).
In der Folgezeit fiel das Grab in Vergessenheit und wurde erst am 22. Februar 1693 nach einem Erdbeben wiederentdeckt. 1709 wurden einige Reliquien der Kirche St. Basilius in Palermo übergeben.
Details zu seinem Leben unterscheiden sich in der römisch-katholischen und der orthodoxen Tradition. So werden in den Überlieferungen als Sterbedatum alternativ der 8. April 1070 und der 6. April 1076 genannt. Der Name Philaretos bzw. Filarete wird mal als "Liebhaber der Tugend" (von gr. Φιλάρετος), mal als "Fischer" (lat. Tradition) übersetzt. Als Beinamen sind neben Kalabrien und Gärtner (ital. l’Ortolano) auch Seminara und Palermo geläufig. Um ihn von Philaretos zu unterscheiden, nennt man ihn den Jüngeren.
Vera von Falkenhausen gab 2007 ein Geburtsjahr in den 1030ern an und datiert die Flucht vor den Sarazenen um das Jahr 1041.

## Gedenktag
Sein Gedenktag in den orthodoxen Kirchen ist der 8. April, in der römisch-katholischen Tradition der 6. April.